# Теодора Ињац
Теодора Ињац (Београд, 26. мај 2000) српска је шахисткиња која је освојила титулу појединачне првакиње Европе у Родосу 2025.

## Каријера
Теодора Ињац носи титулу женског велемајстора шаха (енгл. Woman Grandmaster) од 2021. године. 2021. Титулу женског интернационалног мајстора (енгл. Woman International Master) стекла је 2017. а Међународног мајстора (енгл. International Master) 2023.
На шампионату Србије одржаном у периоду од 17. до 25. марта 2018. године у Крагујевцу, постала је најмлађа сениорска првакиња Србије. Првенство Србије у шаху за жене освојила је још два пута: 2019. и 2020.
Освојила је бронзану медаљу на Светском омладинском првенству у шаху одржаном у Неос Мармарасу у Грчкој 2018.
Са 17 година постала је део женске репрезентације Србије и до сада је представљала Србију на четири Европска екипна првенства у шаху (2017. у Херсонисосу, 2019. у Батумију, 2021. у Брежицама, и 2023. у Будви.
На Европском тимском шампионату у шаху 2023. освојила је златну медаљу за најбољи учинак на првој табли. Овај успех је донео Теодори прву норму за титулу (апсолутног) велемајстора. Она је прва шахисткиња из Србије која је постигла ову норму.
Ињац је представљала Србију на Шаховској олимпијади 2018. у Батумију и 2022. у Ченају.
На Светском првенству у шаху за жене 2023. одржаном у Бакуу, победила је Нураи Советбекову са 2-0 у првом колу пре него што је победила Софи Милије резултатом 1,5-0,5 у другом колу. У трећем колу је победила победницу Светског првенства у шаху за жене 2021. и бившу светску шампионку у шаху за жене Александру Костењук резултатом 3-1. У четвртом колу елиминисала ју је Полина Шувалова резултатом 0,5-1,5.

### Првакиња Европе 2025
Ињац је освојила Европско првенство за жене 2025. у Родосу. са скором од 9.5/11 (1 пораз, 1 реми, 9 победа). Од укупно 11 одиграних партија, изгубила је прву, добила следећих девет узастопних партија и ремизирала последњу.